# Argyresthia canadensis
Argyresthia canadensis (tên tiếng Anh: Canadian Arborvitae Leafminer hoặc Cedar Leafminer) là một loài bướm đêm thuộc họ Yponomeutidae. Nó được tìm thấy ở Bắc Mỹ.
Ấu trùng ăn Thuja occidentalis.